# Muddy Bay (spookdorp)
Muddy Bay is een voormalige nederzetting in de Canadese provincie Newfoundland en Labrador. Het gehucht lag ten zuiden van Cartwright aan de oevers van de baai met dezelfde naam.

## Geografie
De verlaten nederzetting Muddy Bay ligt aan de gelijknamige inham van Favorite Tickle. Dat is een smalle zeestraat die de verbinding maakt tussen de Atlantische Oceaan en Sandwich Bay, een grote baai aan de oostkust van de regio Labrador. Het gehucht lag 5 km ten zuiden van het belangrijke vissersdorp Cartwright.
Het spookdorp bevindt zich net ten westen van provinciale route 516, vlak bij de splitsing van die route met White Hills Road (de weg die onder meer leidt naar Muddy Bay Pond). Twee kilometer ten zuidwesten van de plaats mondt Muddy Bay Brook in Sandwich Bay uit.

## Geschiedenis
In 1815 openden William Codner en Robert Alsop (uit het Engelse stadje Newton Abbot) een kleine zalmhandelspost aan de oevers van Muddy Bay. Begin 20e eeuw bestond Muddy Bay voornamelijk uit een kleine handelspost voor vossen(pelzen). Vanaf 1913 was er kortstondig een vossenkwekerij die opgericht en uitgebaat werd door Clarence Birdseye, de latere grondlegger van de moderne diepvriesvoedingsindustrie. Zijn contacten met lokale Inuit en hun kennis van ijsvissen lagen aan de basis van zijn latere carrière.
In 1920 liet de International Grenfell Association in het gehucht de Labrador Public School bouwen. Deze school was tegelijk een weeshuis voor de 40 weeskinderen die de wijde regio sinds 1918 telde ten gevolge van de Spaanse griep. De school werd in 1928 gesloten en later afgebroken (op de betonnen fundamenten na).
In 1945 telde de plaats 12 inwoners die verdeeld waren over drie huishoudens. Muddy Bay was een van de vele tientallen afgelegen nederzettingen die tussen 1954 en 1963 verdween door toedoen van het eerste provinciale hervestigingsprogramma. Toen Muddy Bay hervestigd werd telde de plaats maar één huishouden meer.